# Берцеш, Давид
Давид Берцеш (венг. Bérczes Dávid; род. 14 января 1990, Бурос) — венгерский шахматист, гроссмейстер (2008).
Его семья переехала из Швеции обратно в Венгрию, когда ему было 2½ года. С шахматами в шестилетнем возрасте познакомила его мать. С 2003 года занимается у гроссмейстера Петера Лукача.
В составе команды «Aquaprofit-NTSK» многократный победитель венгерской лиги (2006/2007, 2008/2009, 2009/2010, 2010/2011, 2011/2012 и 2012/2013).
- Старший брат — Чаба, международный мастер, чемпион Венгрии 2005 года.
- Сёстры играют в волейбол.

## Изменения рейтинга
| Графики недоступны из-за технических проблем. См. информацию на Фабрикаторе и на mediawiki.org. |